# Serixia juisuiensis
Serixia juisuiensis är en skalbaggsart som beskrevs av Hayashi 1974. Serixia juisuiensis ingår i släktet Serixia och familjen långhorningar.
Artens utbredningsområde är Taiwan. Inga underarter finns listade i Catalogue of Life.